# Euparkerella cochranae
Euparkerella cochranae is een kikker uit de familie Craugastoridae. De soort werd voor het eerst wetenschappelijk beschreven door Eugenio Izecksohn in 1988.
De soort komt voor in Serra dos Órgãos en de laagvlaktes van Silva Jardim en Casimiro de Abreu in de staat van Rio de Janeiro in Brazilië op een hoogte 0 tot 600 meter boven het zeeniveau.